# Cœur d'apache
Pour plus de détails, voir Fiche technique et Distribution.
Cœur d'apache (The Musketeers of Pig Alley) est un film muet américain de D. W. Griffith sorti en 1912.

## Synopsis
Un jeune couple doit se défendre contre les membres d'un gang qui leur veulent du mal...

## Fiche technique
- Titre : Cœur d'apache
- Titre original : The Musketeers of Pig Alley
- Titres alternatifs : Les Mousquetaires de Pig Alley ou Les Détrousseurs de Pig Alley
- Réalisation : D. W. Griffith
- Scénario : D. W. Griffith & Anita Loos
- Photographie : G. W. Bitzer
- Pays d'origine : États-Unis
- Format : Noir et blanc - 35 mm - 1,33:1 - film muet
- Genre : drame, Film de gangsters
- Durée : 17 minutes
- Date de sortie :
  - États-Unis : 31 octobre 1912

## Distribution
- Elmer Booth : Snapper Kid, leader du gang des mousquetaires
- Lillian Gish : la jeune fille
- Clara T. Bracy : sa mère
- Walter Miller : le musicien
- Alfred Paget : le leader du gang rival
- John T. Dillon : policier
- Madge Kirby : l'amie de la jeune fille
- Harry Carey
- Robert Harron : membre du gang rival/au bal des gangsters
- W. C. Robinson : membre du gang rival
- Adolph Lestina : Barman
- Jack Pickford : membre du gang rival
- Lionel Barrymore : ami du musicien
- Dorothy Gish : femme frisée dans la rue
- Antonio Moreno : membre du gang des mousquetaires/jeune homme sortant au bal des gangsters
- Donald Crisp : membre du gang rival
- Gertrude Bambrick : au bal des gangsters
- Frank Evans : au bal des gangsters
- J. Waltham
- Walter P. Lewis : au bal des gangsters
- Kathleen Butler : au bal des gangsters
- Walter Long

## Autour du film
On considère ce film comme le tout premier film de gangsters,.
Il est également précurseur de par sa thématique : le récit est ancré dans une réalité quotidienne des bas quartiers, qui deviendront les bas-fonds. Deux gangs se partagent le territoire et des liens secrets unissent la police aux gangsters. Tous les grands thèmes des futures décennies sont présents : la misère et la violence qu'elle engendre, les gangs organisés, la corruption municipale.